# Eustala anastera vermiformis
Eustala anastera là một phân loài nhện trong họ Araneidae.
Loài này thuộc chi Eustala. Eustala anastera vermiformis được Pelegrin Franganillo-Balboa miêu tả năm 1931.